# Eulenloch

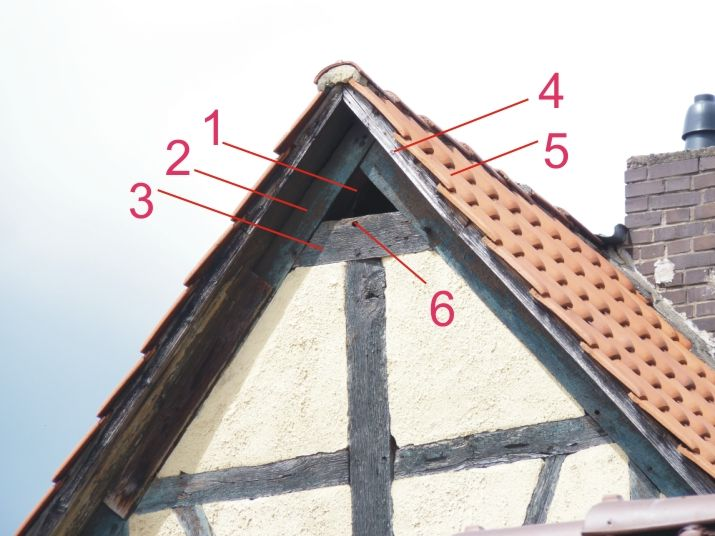
Eulenloch (im Giebel eines barocken Fachwerkhauses in Bonaforth) und Fachbegriffe. 1: Eulenloch; 2: Dachsparren; 3: Hahnenbalken; 4: Stirnbrett; 5: Dachdeckung; 6: Nur dieses Eulenloch weist eine baukonstruktive Merkwürdigkeit auf: Der Hahnenbalken hat oben ein zweites Holznagelloch ohne Funktion.

Als Eulenloch, niederdeutsch U[h]lenflucht oder U[h]enlock, bezeichnet man bei alten Satteldächern, aber auch bei Walmdachgebäuden, eine Giebelöffnung unterhalb des Firstes.

## Funktion und Begriffsherkunft
Das Eulenloch, eine für den Einflug von Vögeln unnötig große Giebelöffnung, diente vor Einführung des Schornsteins als Rauchabzug (siehe Rauchhaus). Den Namen erhielt das Eulenloch aber als Flugloch für Vögel wie Schleiereulen (daher der Name) und Schwalben, die als Ungeziefer jagende Nutztiere im Haus willkommen waren.
Die bau- und funktionsgeschichtlichen Zusammenhänge sind bisher wenig erforscht, bis auf einige lokale Beispielsammlungen.

## Weitere Bezeichnungen

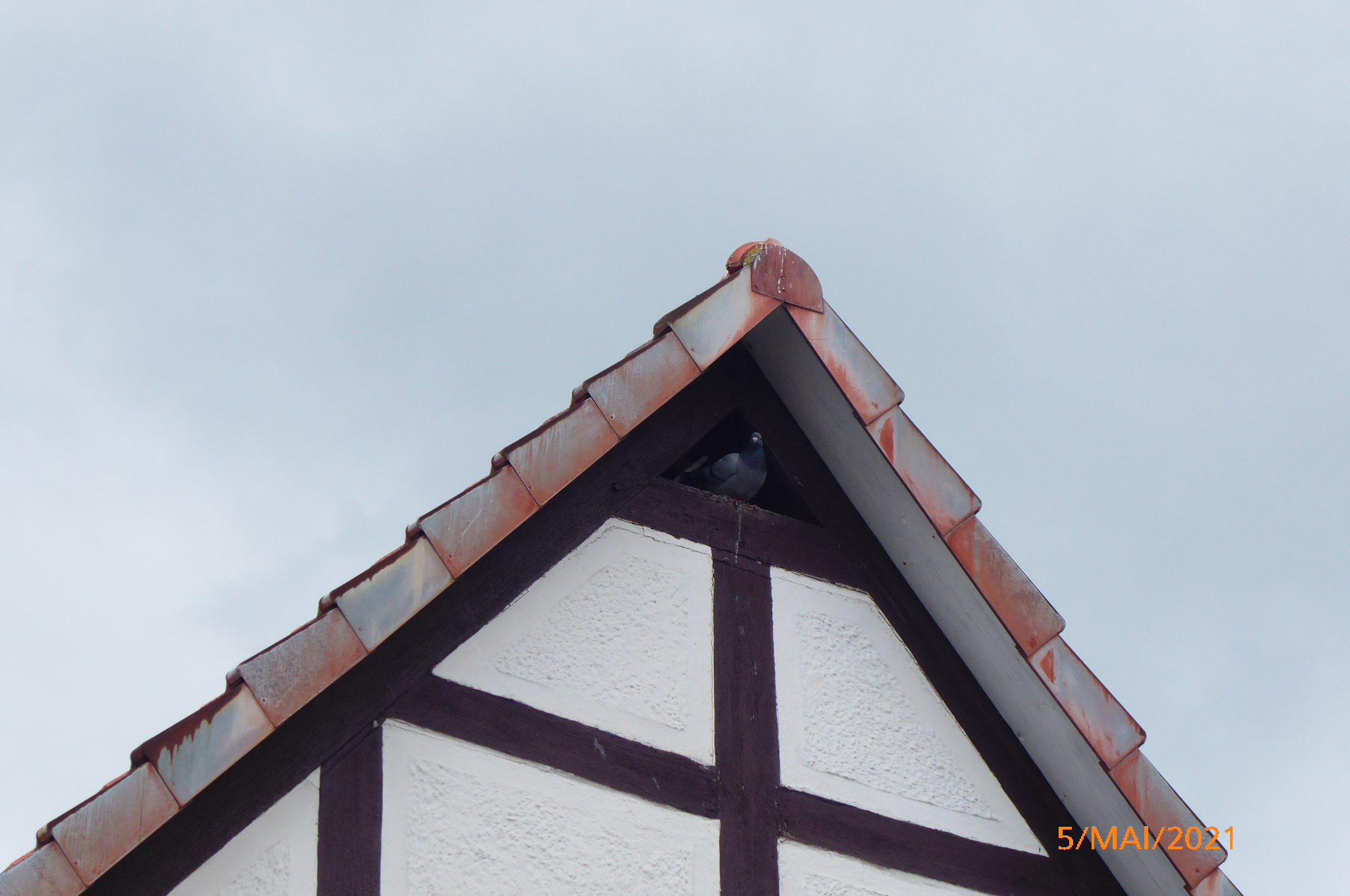
Ein Eulenloch in Zweitverwendung durch eine Taube (Sattenhausen, Landkreis Göttingen, Bohlendamm 7, Aufnahme 2021)

Weitere bekannte mundartliche Bezeichnungen sind Eulsloch (Wetterau), Ihleloch (Baden-Württemberg), Ullenloch (Kassel) und Malejan (Niedersachsen). Im Plattdeutschen steht Ulenflucht auch für die Dämmerung, also die Zeit, in der die Eulen fliegen. Uhlenflucht ist auch der Name eines Ortsteils der Gemeinde Hohenfelde in Schleswig-Holstein.

Beispiele
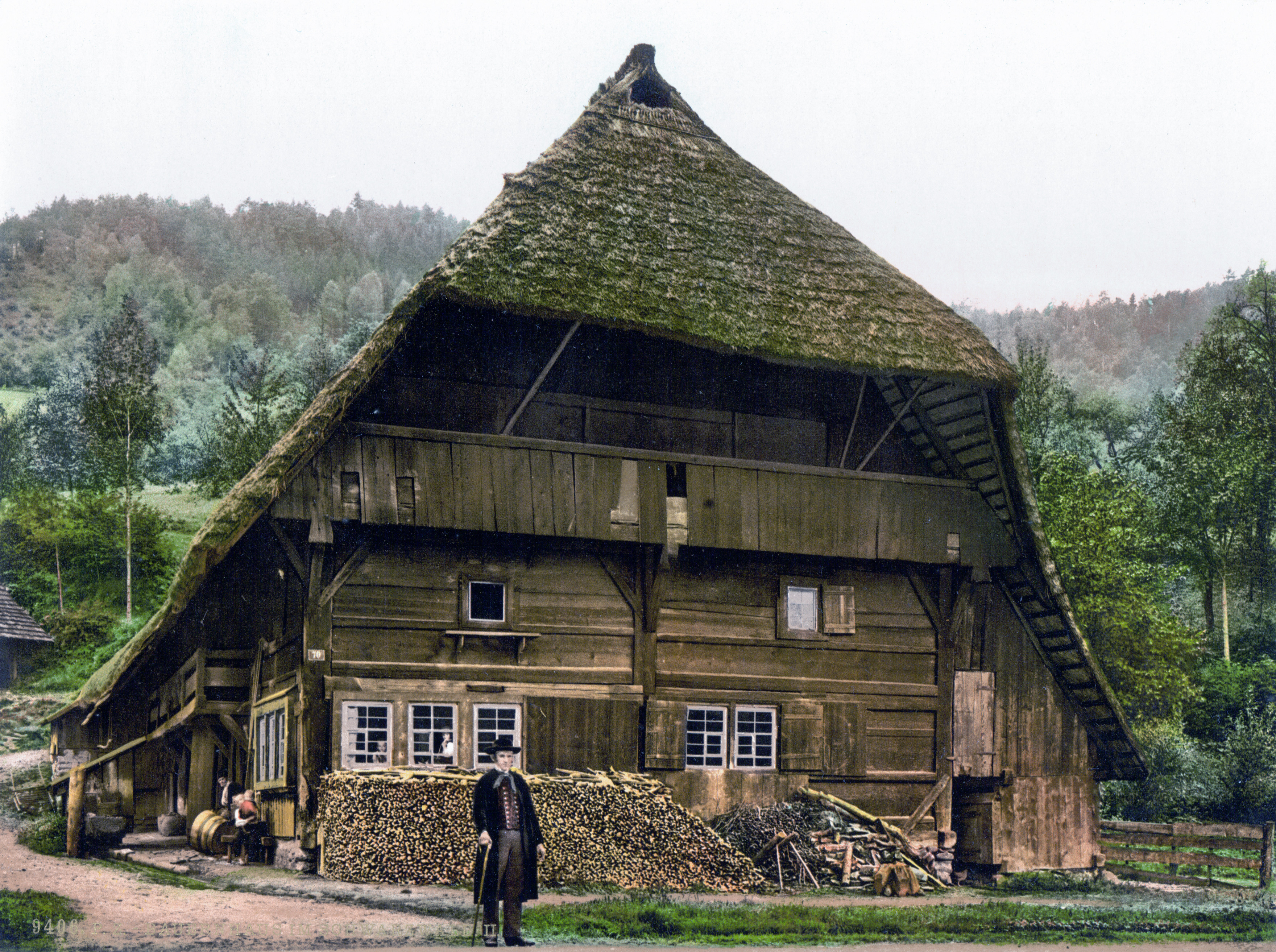
Krüppelwalmdach mit Eulenloch
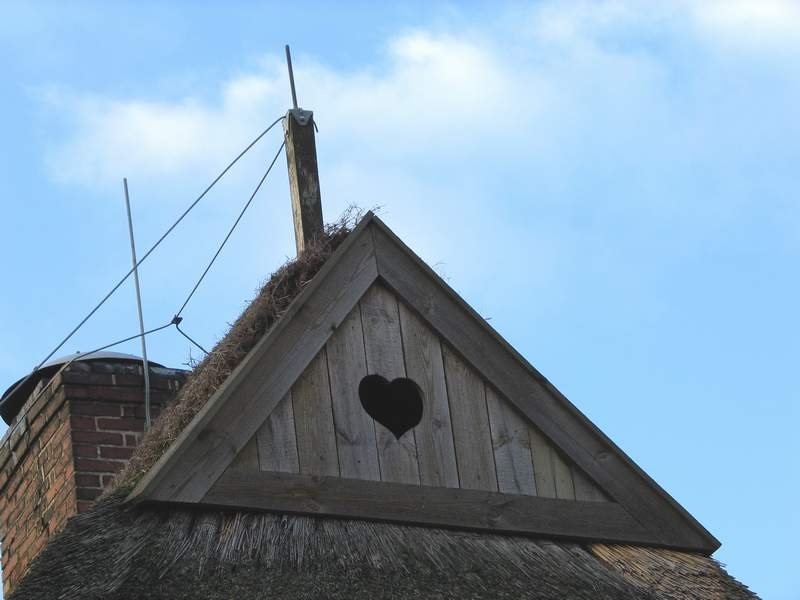
Reetdach mit Eulenloch neueren Datums
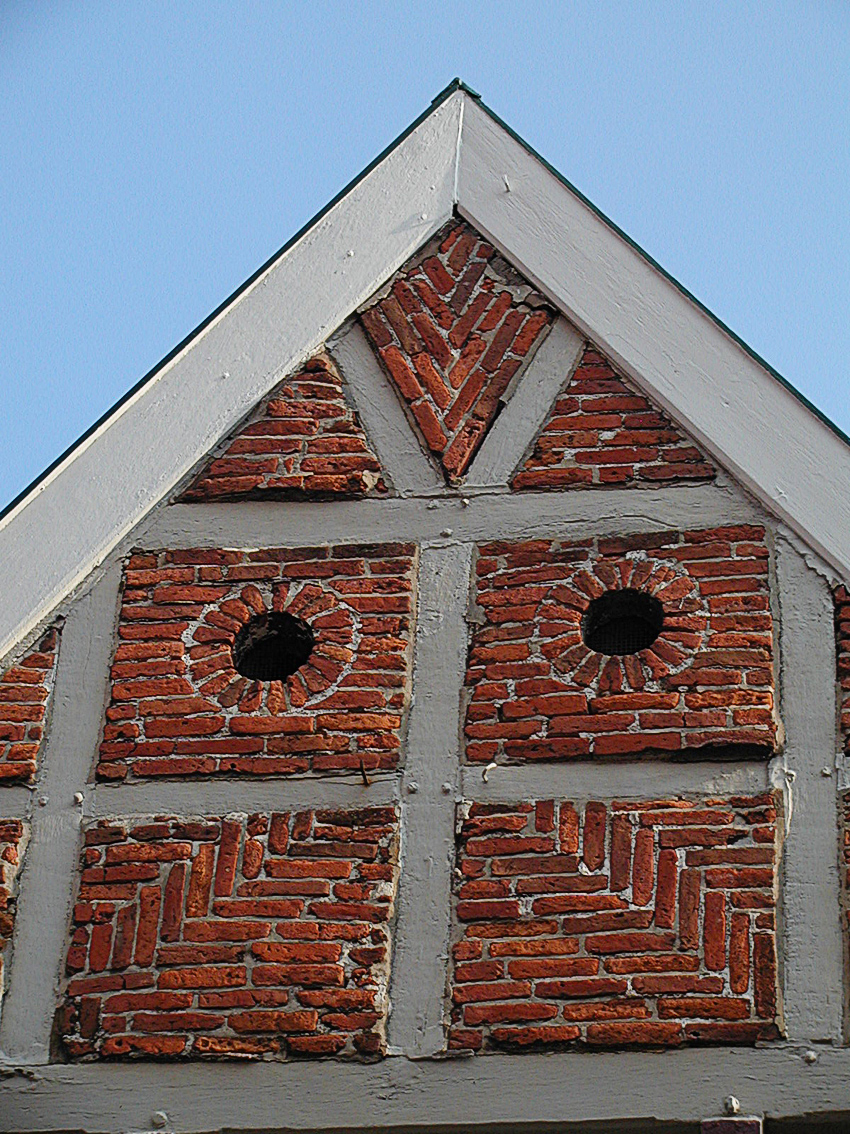
Zwei runde Eulenlöcher in einem Fachwerkhaus in Otterndorf
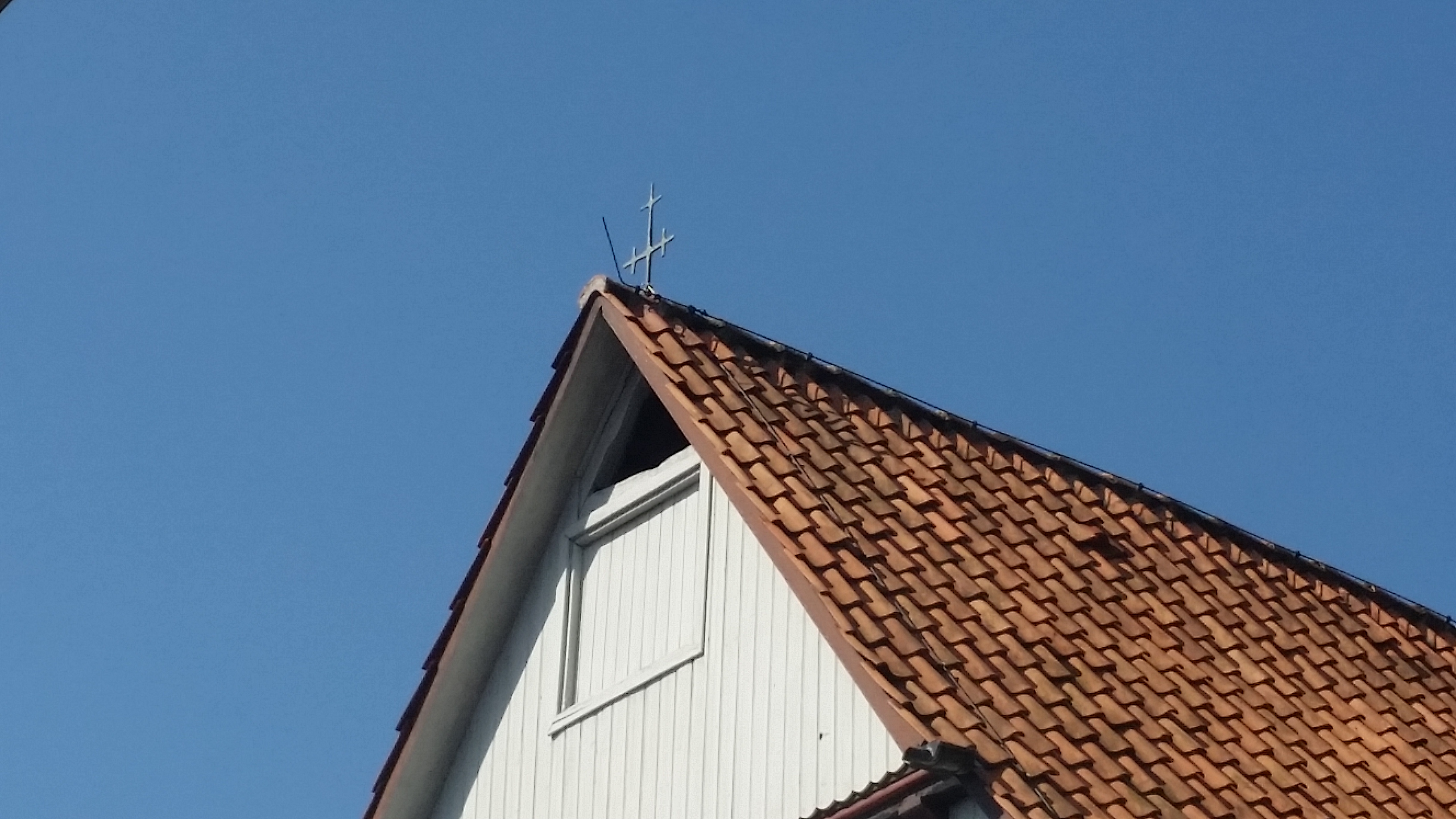
Eulenloch im Ostgiebel der evangelischen Kapelle aus dem 17. Jahrhundert in Bonaforth